# 1171 dans les croisades
Cette page regroupe les évènements concernant les Croisades qui sont survenus en 1171 :
- 23 janvier : Mossoul reconnaît la suzeraineté de Nur ad-Din[1].
- 10 mars : Amaury Ier, roi de Jérusalem, s'embarque vers Byzance pour négocier avec l'empereur Manuel Ier Comnène une collaboration militaire contre les musulmans[2].
- 3 avril : mort de Philippe de Milly, grand maître de l'Ordre du Temple[3].
- septembre : Saladin met fin au califat fatimide d'Égypte[2].
- Mleh, seigneur arménien des Montagnes, attaque l'armée croisée d'Étienne de Champagne, comte de Sancerre[4].